# 安德里伊夫卡 (佐洛奇夫区)
49°53′12″N 24°38′2″E / 49.88667°N 24.63389°E
安德里伊夫卡（羅馬化：Andriivka）是烏克蘭西部利沃夫州佐洛奇夫區克拉斯内市镇内的村落。處於霍洛希尔卡河畔，面積4.05平方公里，海拔高度223米，2021年人口1,500。

## 名称
2016年，乌克兰最高拉达将此村更名为马尔穆佐维奇（烏克蘭語：Мармузовичі）。2021年，乌克兰最高拉达将此村改回原名安德里伊夫卡。